# Пердигеро
Пик Пердигеро (фр. Pic de Perdiguère) — вершина Пиренеев, расположенная между Арагоном и Верхней Гаронной, по ней проходит граница между Испанией и Францией. Имеется три основных пути восхождения: из ущелья Литерола, из долины Эстос и из долины Ремунье. С вершины открывается широкий вид на французские Пиренеи, также на горный массив Маладета и Посец.

## Восхождение
Вершина пика впервые была покорена в 1817 году Иоганном Фридрихом Парротом и Педро Баррау. Пик имеет высоту 3.222 м. Восхождение из ущелья Литерола длительное, но технически не сложное. Путь начинается с ущелья, далее следует подъём на каменный карьер, который ведет к восточной вершине пика высотой 3150 м. Затем, следуя по хребту, без труда можно достигнуть западной вершины пика высотой 3222 м.
Восхождение из Ремунье также не представляет никаких трудностей, так как это широкая и красивая долина. После прохождения Ibonet de Remuñe долина сужается, а затем расширяется в так называемые Ареналы. Отсюда следуют вехи или пирамиды из камней, которые находятся слева от карьера. Вы достигаете прохода Ремунье рядом с Forca de Remuñe. Отсюда идет спуск на Ибон Бланко и маршрут соединяется с маршрутом восхождения из ущелья Литерола.
Восхождение из Франции начинается с Грант-де-Астау и поднимается по оживленному пути, который поднимается к озеру Оо. Маршрут продолжается до озера Эапинго, на его берегах находится одноименный пансион. Далее восхождение проходит по римской дороге, и через короткое время вы достигнете Жан-Арло или пансиона Портильон, рядом с озером Портильон-де-Оо. Здесь удобно провести ночь в укрытии, чтобы продолжить восхождение на следующее утро. Тропа пересекает плотину и обходит её по левому краю, отсюда следует в верхнюю часть Кольядо-де-Литерола, после неё следуют подъёмы уровня I + до вершины Пердигеро на высоте 3222 метра над уровнем моря. Отсюда можно продолжить путь на запад или к восточной вершине пика.